# Cooky's Adventure
Cooky's Adventure (o Cooby's Adventure) è un cortometraggio muto del 1915 diretto da Chance E. Ward (Chance Ward)

## Produzione
Il film fu prodotto dalla Kalem Company.

## Distribuzione
Distribuito dalla General Film Company, il film - un cortometraggio di una bobina - uscì nelle sale cinematografiche USA il 22 gennaio 1915.